# Les Mille et Une Nuits (film, 2015)
Pour les articles homonymes, voir Les Mille et Une Nuits (homonymie).
Pour plus de détails, voir Fiche technique et Distribution.
Les Mille et Une Nuits (As Mil e Uma Noites) est un film portugais réalisé par Miguel Gomes, sorti en 2015. Il est présenté en trois parties à la Quinzaine des réalisateurs au Festival de Cannes 2015. Les trois parties sont : L'Inquiet (O Inquieto), Le Désolé (O Desolado) et L’Enchanté (O Encantado).
Il a reçu le Globos de Ouro du meilleur film portugais. La deuxième partie du film, Le Désolé, est sélectionnée comme entrée portugaise pour l'Oscar du meilleur film en langue étrangère à la 88e cérémonie des Oscars qui s'est déroulée en 2016.

## Synopsis
Le film s'inspire de la structure des Mille et Une Nuits mais n'en est pas une adaptation. La saga qui mêle journalisme et conte narre l'austérité provoqué par la crise économique portugaise,.

## Fiche technique
- Titre original : As 1001 Noites
- Titre français : Les Mille et Une Nuits
- Réalisation : Miguel Gomes
- Scénario : Miguel Gomes, Telmo Churro et Mariana Ricardo
- Pays d'origine : Portugal
- Format : Couleurs - 35 mm - Dolby
- Genre : drame
- Durée : 381 minutes (125 minutes - 131 minutes - 125 minutes)
- Dates de sortie :
  - 16 mai 2015 - 18 mai 2015 - 20 mai 2015  France (premières projections publiques, lors du Festival de Cannes 2015)
  - 24 juin 2015 - 29 juillet 2015 - 26 août 2015  France (sorties en salles)

## Distribution
- Cristina Alfaiate : Shéhérazade
- Joana de Verona :
- Gonçalo Waddington :
- Carloto Cotta :
- Adriano Luz :
- Rogério Samora :
- Isabel Muñoz Cardoso :